# ヤマチャン
『ヤマチャン』（やまちゃん）は、浜岡賢次のギャグ漫画である。『月刊少年チャンピオン』で、1998年10月から2000年1月まで連載された。全2巻。

## あらすじ
いじめられっ子であった山本小太郎は、新しい学校へと転校する際、父からメガネとチャンピオンベルトをプレゼントされる。メガネは秀才に見えるように、チャンピオンベルトは強く見えるように……さらに父は「お前の名前も改名して来た」と告げる。新しい名前は「チャンピオン」。そしてさっそく、転校先でベルトをめぐる争いが巻き起こるも、小太郎はこれに勝利。クラス中からチャンピオンと認められた彼のもとには、ベルトを欲しがる者たちが続々と戦いを挑んでくるのであった。

## 登場人物

### 小学生達
山本チャンピオン（やまもと ちゃんぴおん）（あだ名：ヤマチャン）
本名は山本小太郎。5年1組。名前の由来は山本小鉄。
峰富士男（みね ふじお）
ヤマチャンのライバル。名前の由来はルパン三世の峰不二子。
ヨハン
5年1組の小学生。富士男の取り巻き。ヤマチャンの声マネが得意。
佐藤まゆみ（さとう まゆみ）
5年1組の小学生。ヤマチャンの友達。
加藤あゆみ（かとう あゆみ）
5年1組の小学生。ヤマチャンの友達。

### その他
小林先生（こばやしせんせい）
5年1組の担任。借金があるらしい。
山本ゼウス（やまもと ぜうす）
ヤマチャンの父。掃除が好き。なぜかいつも負傷している。モデルはプロレスラーの木村健吾。
天龍力（てんりゅう りき）
埼玉県から来た小学生。ヤマチャンとしりとりで対決して負ける。名前の由来は長州力と天龍源一郎。
サルとヒゲ
ヤマチャンのベルトを奪おうとするも、算数の問題が解けずあえなく敗退。「4年1組起立!」の山田三世と小林みたいな存在。
仲本王子と高木ブゥー（なかもとおうじ と たかぎぶぅー）
浦安第一小学校の生徒。ヤマチャンに大食い対決で挑み勝利するもベルトが短くて巻けず、王座剥奪。各々仲本工事と高木ブーのパロディ。